# 烟非 (新南威爾斯州)
烟非是澳洲新南威爾斯州雪梨內西區的一個市區，位於雪梨商業中心區西南方11（6.8英里）處，位於巴活議局地方政府行政區內。

## 教堂

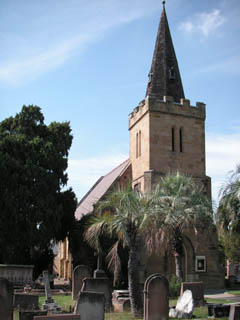
聖公會聖多馬堂，建於1848年

- 聖公會聖多馬堂（St Thomas's Anglican Church）[4]
- 天主教（英语：Catholic Church in Australia）聖若瑟堂（St Joseph's Catholic Church）[5]

## 學校
- 烟非公立學校
- 聖若瑟小學（St Joseph's Primary School）

## 康樂
- 烟非水上活動中心

## 知名居民
- 占士·安達臣，網球運動員
- 陳子維，販毒集團「峇里九人組」之首，被印尼判處死刑[6]
- 卜·溫德，自由泳運動員

## 外部連結
- Enfield Public School website
- St Joseph Primary School website

33°53′26″S 151°05′33″E / 33.89059°S 151.09246°E